# Aleksandros Hacopulos
Aleksandros Hacopulos, auch Aleksandros Haçopulos oder Aleksandr Haçopulos (* 1911 in Istanbul; † 27. März 1980) war ein türkischer Politiker griechischer Herkunft. Er war ein sogenannter Phanariote.
Der in Istanbul geborene Hacopulos schloss die Istanbuler Schule Yüksek İktisat ve Ticaret Okulu erfolgreich ab und wurde Direktor des griechischen Männergymnasiums von Phanar, des Zoğrafyon-Gymnasiums, des Zapyon Kız Lisesi Öğretmenlikleri, des griechischen Mädchengymnasiums von Phanar und des Zapyon-Gymnasiums. Er wurde bei der Parlamentswahl in der Türkei 1954 und bei der Wahl 1957 in die Große Nationalversammlung der Türkei als Abgeordneter für Istanbul gewählt, was er bis 1960 blieb.